# Epicoronimyia mundelli
Epicoronimyia mundelli là một loài ruồi trong họ Tachinidae.